# Biketawa
Biketawa ist eine Insel, die zum Atoll Tarawa in den Gilbertinseln in der Republik Kiribati gehört.

## Geographie
Biketawa ist ein Motu am östlichen Arm der Riffkrone. Zusammen mit Manra und Ouba liegt die Insel in einem Gebiet mit zahlreichen Kanälen, die den Zugang zwischen dem Ozean und der Abaiang Lagoon schaffen.
Im Gegensatz zu den benachbarten Motu (u. a. Nabeina und Kainaba) ist die Insel zum Inneren des Atolls hin, nach Süden, versetzt.

## Geschichte
2000 wurde auf der Insel die Biketawa Declaration über Sicherheit in der Pazifik-Region verabschiedet.